# Dana Karl Glover
Dana Karl Glover (Los Angeles, 8 settembre 1958) è un trombettista statunitense, autore di numerosi brani per videogiochi.
Conosciuto anche come Dr. Dana o Karl James, Glover scrisse musiche per giochi come Wing Commander II: Vengeance of the Kilrathi, Ultima VII: The Black Gate ed Ultima VII Parte due: Serpent Isle. Produsse, diresse e compose la musica del corto "Shadow" nel 2007.